# Enrique Buchichio
Enrique Buchichio (Montevideo, 24 luglio 1973) è un regista e sceneggiatore uruguaiano.

## Biografia
Ha esordito alla regia nel 2004 con il cortometraggio En la Plaza con José Carlos Ramos e Ricardo Couto. Tre anni più tardi ha scritto e diretto un nuovo film, introspettivo ed onirico, dal titolo Noche fría con Ariel Caldarelli.
Ha diretto il lungometraggio a tematica LGBT La stanza di Leo (El cuarto de Leo), presentato il 23 settembre 2009 al Festival internazionale del cinema di San Sebastián, che racconta la storia di Leo un ragazzo universitario uruguaiano di origini italiane in preda di uno stato di infelicità ed alla ricerca della propria identità sessuale. Leo è alle prese con le prime esperienze con ragazzi conosciuti su internet ed ha difficoltà ad instaurare una relazione affettiva per la paura del coming out. Nel 2014 dirige Zanahoria un film sulla storia recente del suo paese.

## Filmografia
- En la plaza - cortometraggio (2004)
- Noche fría (2007)
- El cuarto de Leo - La stanza di Leo (El cuarto de Leo) (2009)
- Zanahoria (2014)